# Cratere Indira
Indira  è un cratere sulla superficie di Venere.